# Ханьтай
Ханьта́й (кит. упр. 汉台, пиньинь Hàntái) — район городского подчинения городского округа Ханьчжун провинции Шэньси (КНР). Район назван по находящемуся на его территории бывшему временному дворцу Лю Бана Гуханьтай, в котором тот в 206 году до н. э. провозгласил основание империи Хань.

## История
В 451 году до н. э. царством Цинь в этих местах был основан городок Наньчжэн (南郑). В 441 году до н. э. он был захвачен царством Шу, в 387 году до н. э. Цинь вернуло его, в 368 году до н. э. его опять захватило Шу, в 316 году до н. э. царство Цинь уничтожило царство Шу и вернуло Наньчжэн. В 312 году до н. э. царство Цинь разгромило армию царства Чу в битве при Даньяне, после чего был основан округ Ханьчжун (汉中郡), власти которого разместились в Сичэне; местность вокруг Наньчжэна стала уездом Наньчжэн (南郑县), подчинённым округу Ханьчжун, а часть современного района Ханьтай входила в состав уезда Баочжун (褒中县).
В 206 году до н. э. Сян Юй сделал Лю Бана Ханьским князем (汉王), и Наньчжэн стал столицей княжества. После основания империи Хань Наньчжэн опять стал уездом, подчинённым округу Ханьчжун. При империи Восточная Хань в 30 году власти округа переехали из Сичэна в Наньчжэн. В 191 году эти места захватил Чжан Лу, который переименован округ Ханьчжун в Ханьнин (汉宁郡). В 215 году Чжан Лу был разгромлен войсками Цао Цао, и Ханьнин вновь стал Ханьчжуном.
В эпоху Троецарствия эти места стали ареной борьбы между царствами Вэй и Шу. В 219 году Лю Бэй захватил Ханьчжун и объявил себя Ханьским князем. В 263 году царство Вэй уничтожило царство Шу и вернуло Наньчжэн.
При империи Хань округ Ханьчжун входил в провинцию Ичжоу (益州). После основания империи Цзинь в 266 году из Ичжоу была выделена провинция Лянчжоу (梁州), власти которой разместились в Наньчжэне. В 373 году эти места были захвачены войсками Ранней Цинь, но в 384 году вернулись к Цзинь. В 413 году написание названия уезда Баочжун было изменено с 褒中县 на 苞中县.
В эпоху Южных и Северных династий Наньчжэн продолжал оставаться местом размещения региональных властей различных уровней, а уезд Баочжун был расформирован. В 504 году Северная Вэй отвоевала Наньчжэн у Лян. В 512 году северная часть уезда Наньчжэн была выделена в уезд Усян (武乡县), юго-западная — в уезд Ляньшуй (廉水县), а также был воссоздан уезд Баочжун (褒中县). В 535 году эти места вновь завоевало государство Лян, и уезд Ляньшуй был вновь присоединён к уезду Наньчжэн. В 551 году эти места перешли под контроль Западной Вэй, и в 554 году уезд Наньчжэн был переименован в Гуанъи (光义县), а уезд Усян — в Байюнь (白云县). При империи Северная Чжоу округ Ханьчжун был переименован в Ханьчуань (汉川郡).
При империи Суй уезду Гуанъи в 581 году было возвращено название Наньчжэн, а уезд Баочжун был переименован в Баонэй (褒内县). В 583 году округ Ханьчуань был расформирован, и уезд Ханьчжэн стал подчиняться области Лянчжоу (梁州), однако вскоре область Лянчжоу была расформирована и был вновь создан округ Ханьчуань, а уезд Байюнь был присоединён к уезду Наньчжэн. При империи Тан в 618 году опять был расформирован округ Ханьчуань и создана область Лянчжоу, власти которой разместились в Наньчжэне. В 620 году северная часть уезда Наньчжэн была опять выделена в уезд Байюнь. В 626 году уезд Байюнь был присоединён к уезду Чэнгу (城固县). В 629 году уезд Баонэй был переименован в Баочэн (褒城县). В 784 году область Лянчжоу была поднята в статусе, и стала Синъюаньской управой (兴元府); органы власти управы разместились в Наньчжэне, уезд Наньчжэн получил статус, равный статусу столичного уезда Чанъань.
При империи Сун в 1134 году юго-западная часть уезда Наньчжэн была опять выделена в уезд Ляньшуй, однако вскоре уезд Ляньшуй был вновь присоединён к уезду Наньчжэн.
После монгольского завоевания и установления империи Юань страна была разделена на регионы-лу, и Синъюаньская управа стала регионом Сиюань (西元路), власти которого по-прежнему размещались в Наньчжэне. После образования империи Мин регион Сиюань был в 1370 году преобразован в Ханьчжунскую управу (汉中府).
После Синьхайской революции была проведена реформа структуры административного деления, и в 1913 году управы были упразднены.
Во время гражданской войны этот регион был занят войсками коммунистов в декабре 1949 года. В 1950 году входившие в состав уезда Наньчжэн пять посёлков были административно объединены в город Наньчжэн, а волости остались уездом Наньчжэн. В 1951 году был создан Специальный район Наньчжэн (南郑专区), в который вошли город Наньчжэн и 11 уездов. В июне 1953 года город Наньчжэн был выведен из-под юрисдикции Специального района Наньчжэн и стал городом провинциального подчинения. В октябре 1953 года Специальный район Наньчжэн был переименован в Специальный район Ханьчжун (汉中专区), а город Наньчжэн — в город Ханьчжун. В 1958 году уезды Наньчжэн и Баочэн были присоединены к городу Ханьчжун.
В 1961 году часть города Ханьчжун южнее реки Ханьшуй была выделена в уезд Наньчжэн. В 1963 году Ханьчжун вновь стал городом провинциального подчинения. В 1964 году город Ханьчжун был расформирован, а вместо него образован уезд Ханьчжун.
В 1969 году Специальный район Ханьчжун был переименован в Округ Ханьчжун (汉中地区). В 1980 году уезд Ханьчжун был преобразован в город Ханьчжун.
В 1996 году постановлением Госсовета КНР были расформированы округ Ханьчжун и город Ханьчжун, и образован городской округ Ханьчжун; территория бывшего города Ханьчжун стала районом Ханьтай городского округа Ханьчжун.

## Административное деление
Район делится на 8 уличных комитетов и 7 посёлков.